# 今子嫣
曾子嫣（1960年5月15日—），中華民國演員、歌星，號稱「紅包姐姐」。本名曾子嫣。

## 生平
父親也是榮民，母親則是養女，靠著打零工拉拔她與4姊妹，不時為三餐著落而苦惱，家境貧困的今子嫣，十多歲就踏進演藝圈；曾是一位小演員參演多部電視連續劇，為了賺錢養家，16歲轉入紅包場發展。
五音不全的她靠手勢身段補強，靠設計服裝增加亮點，細心經營加上嘴巴甜，20出頭歲的今子嫣已成西門町紅包場的紅牌歌星，曾在白金、山海關、安迪等各大歌廳駐唱熱門時段，擁有一批老兵歌迷和死忠粉絲快速累積人氣，巔峰時，曾月入20萬元，卻又被同行剪破旗袍、頭髮黏口香糖，甚至被下藥迷昏失身而懷孕，不敢告訴任何人只能去墮胎，這個傷害秘密放在心中三十年。而後她結了婚後將重心放在家庭，曾有過戲劇邀約，前夫不但不支持，還放話：「妳去拍了我們就離婚。」前夫是一個老愛發酒瘋、咒罵她「討客兄」的好賭之徒，家中常常有債主上門，不久後因家中債務也協議離婚，兒子歸她扶養，為了生計，她只好又回到舞台，也曾受邀長期赴新加坡演唱，並同時躲債，為了維持星味形象，也不敢承認兒子，一路走来相當坎坷，現在兒子也長大並能體諒她的苦衷，她感恩同時也樂於公益，終能以身為紅包場歌手為榮。
2016年因媒體頻繁報導她當年被下藥失身一事，而被許多人關注。事實上2016年11月鏡週刊即在她的同意下，報導過她的人生故事，也如她所願，把報導目的放在提醒更多女孩不要誤入陷阱。週刊表示，她來電記者，告知「近日諸多媒體報導僅把焦點放在事件本身，讓我很困擾，也讓我的親友很不捨和擔心。」她希望重新披露當時說與不說的掙扎，也再次強調：「我之所以說出來，不是想要被同情，而是希望當成一個警惕。」
她也是一位愛心志工，子嫣說她嚐過貧窮的苦，所以希望能幫助更多人，97年她和家人集資100多萬元，捐贈救護車給台東縣衛生局，購買輪椅給慈善團體，而被稱為「菩薩歌星」，更連續十多年匿名捐贈參考書給偏鄉學校，而感念很多老榮民，多年來聽她唱歌，當這些孤苦的長輩過世，她還幫忙處理後事，就像對待自己的父親一樣，也被封為＂真情女歌手＂，年前參加義演，並表示捐出紅包作公益。
2013年參演由臺灣導演張作驥執導的暑假作業 (電影) ，該片入圍第66屆盧卡諾影展競賽單元，並獲第50屆金馬獎最佳新演員與最佳原創電影音樂兩項提名。2015年參演由臺灣導演張作驥執導的電影醉·生夢死，該片進入第65屆柏林影展電影大觀單元。於2017年參與演出夯劇植劇場－花甲男孩轉大人電視劇以2018年花甲大人轉男孩 電影，在植劇場－花甲男孩轉大人飾演龍劭華的太太、劉冠廷的母親「花明媽」郭盈秀，劇中蔡振南都稱她「二嫂」，也因該戲更受到關注。
2019她主演公視學生劇展美秀，為演出該劇也暫停紅包場所有演出，並出借多套華服供劇組使用，對學生創作大力支持，一場唱孝女白琴戲碼，下跪又唱哭調，氣場之強大，連導演都直呼有嚇到。
現任台北市電影產業工會理事、會員代表。

## 唱片
- 2016年 單曲專輯 紅包Song

## 戲劇
- 2017年 外鄉女 飾 舞廳大班
- 2017年 植劇場－花甲男孩轉大人 飾 郭盈秀
- 2018年 動物系戀人啊 飾 娟姐
- 2018年 美秀 飾 美秀
- 2019年 我是顧家男 飾 蔡芸芸
- 2020年 老姑婆的古董老菜單 飾 劉寶珠
- 2020年 戒指流浪記 飾 雅玟的母親
- 2022年 良辰吉時 飾 壽宴女歌手、麻將攤老闆娘
- 2022年 村裡來了個暴走女外科 飾 土雞城老闆娘
- 2022年 茁劇場－滴水的推理書屋 飾 允文媽
- 2022年 我願意 飾 嘉美母
- 2022年 你的婚姻不是你的婚姻－梅莉 飾 梅母
- 2023年 地獄里長 飾 王淑麗
- 2023年 此時此刻 飾 烹飪教室學生
- 2024年 島嶼協奏曲 飾 芳姐

## 電影
- 2013年 暑假作業 (電影) 飾 卡拉OK老闆娘
- 2015年 醉·生夢死 飾 紫嫣
- 2016年 西城童話 飾 紅包場歌女
- 2018年 花甲大人轉男孩 飾 郭盈秀
- 2019年 我的靈魂是愛做的 飾 凱文阿姨
- 2024年 滿七 飾 戶政事務所櫃台小姐